# Префект преторія
Префе́кт прето́рія (лат. praefectus praetorio чи praetorii, скороч. 'PR PR') — одна з вищих посадових осіб у Римській імперії.

## Історія
Посада спочатку передбачала тільки пост командира преторіанської гвардії, але поступово префекти преторія розширили свої правові й адміністративні повноваження, стаючи найближчими помічниками імператорів.
За Костянтина Великого їхня влада була істотно зменшена, а посада стала суто цивільним адміністративним постом, однак за його наступників префектури преторія на чолі з префектами преторія стали найбільшими адміністративними округами Імперії. Префекти знову належали до найвищих осіб держави, і до них були звернені багато законів.
Протягом 4 століття організовано три преторіальні префектури для управління територіями:
- Praefectus praetorio per Orientem (для Фракії, Малої Азії, Сирії та Єгипту),
- Praefectus praetorio Illyrici, Italiae et Africae та
- Praefectus praetorio Galliarum (для Британії, Галлії та Римської Іспанії).

Пізніше при розподілі імперії префектури також було розділено. У цій ролі вони призначалися аж до правління Іраклія I, коли широкомасштабні реформи обмежили їхню владу і посада звелася до становища простих спостерігачів над провінційною адміністрацією. Останні сліди цієї посади зникли у Візантійській імперії у 840-і роки.